# El Recreo, Tabasco
El Recreo är en ort i Mexiko.   Den ligger i kommunen Tenosique och delstaten Tabasco, i den sydöstra delen av landet, 800 km öster om huvudstaden Mexico City. El Recreo ligger 20 meter över havet och antalet invånare är 266.
Terrängen runt El Recreo är platt åt nordost, men åt sydväst är den kuperad. Terrängen runt El Recreo sluttar norrut. Runt El Recreo är det ganska glesbefolkat, med 26 invånare per kvadratkilometer. Närmaste större samhälle är Tenosique de Pino Suárez, 0,92 km öster om El Recreo. Trakten runt El Recreo består till största delen av jordbruksmark.